# Dieter Pust
Dieter Pust (* 1939 in Klein-Silber, Landkreis Arnswalde, Pommern) ist ein deutscher Autor und frei beruflich tätiger Historiker, der vor allem zur Stadtgeschichte Flensburgs forschte und publizierte.

## Leben
Pust entstammt einer Großfamilie, die in Pommern ansässig war und 1946 vertrieben wurde. Nach dem Abitur in Flensburg ging Pust zunächst als Offizieranwärter zur Bundeswehr und nahm nach Beendigung der Wehrdienstzeit in Kiel ein Studium der Literaturwissenschaften und Geschichte auf. Er wurde 1974 mit einer Arbeit über die Politische Sozialgeschichte der Stadt Flensburg (Untersuchung zur politischen Führungsgeschichte Flensburgs im 18ten und 19ten Jahrhunderts) an der Philosophischen Fakultät der Universität Kiel promoviert.
Zwischen 1975 und seiner Pensionierung im Jahre 2004 war Pust Lehrer und Oberstudienrat an der Hannah-Arendt-Schule in Flensburg. Er unterrichtete die Fächer Deutsch, Wirtschaft und Politik sowie Philosophie. Darüber hinaus wirkte er 22 Jahre lang als Kommunalpolitiker in der Stadt.
In den 1970er Jahren begann Pust seine Tätigkeit als Schriftsteller und Stadthistoriker.

## Werke
Monografien (Auswahl)
- Grönlandfahrer aus Schleswig-Holstein im 19. Jahrhundert. Arbeitskreis für Wirtschafts- und Sozialgeschichte Schleswig-Holsteins, Kiel 2009, ISBN 978-3-9805356-8-7 (119 Seiten)
- Flensburger Straßennamen. Gesellschaft für Flensburger Stadtgeschichte, Flensburg 2005, ISBN 3-925856-50-1.
- Flensburg – eine Stadt vor 100 Jahren. Weiland, Lübeck 1999, ISBN 3-87890-088-0.
- Flensburg am Kriegsende 1945. Aus dem Tagebuch von Wilhelm Clausen und zeitgenössischen Dokumenten. Gesellschaft für Flensburger Stadtgeschichte, Flensburg 1995, ISBN 978-3-925856-24-2 (160 Seiten)
- Könige, Bürgermeister und Präsidenten in Flensburg. Biographische Skizzen, Schriftenreihe der Gesellschaft für Flensburger Stadtgeschichte, Flensburg 1987, ISBN 978-3-925856-04-4 (279 Seiten)
- mit Michael Dethleffsen: Flensburg in neuen Bildern. Schleswiger Druck- und Verlagshaus, Schleswig 1982, ISBN 3-88242-068-5.

Buchbeiträge
- Die ersten „demokratischen“ Kommunalwahlen nach der schleswig-holsteinischen Städteordnung von 1869, in: Göttrik Wewer (Hrsg.): Demokratie in Schleswig-Holstein. Historische Aspekte und aktuelle Fragen, VS Verlag für Sozialwissenschaften, Wiesbaden 1998, ISBN 978-3-8100-2028-4, S. 197–211.
  - Die ersten demokratischen Wahlen in Schleswig-Holstein – am 19. Januar 1919 zur Weimarer Nationalversammlung, ebd. S. 143–161